# Madeleine Dinès
Madeleine Dinès, née Madeleine Henriette Noële Denis le 2 mai 1906 à Saint-Germain-en-Laye et morte le 15 février 1996 à Paris 3e, est une peintre française.

## Biographie
Madeleine Dinès est la quatrième fille du peintre Maurice Denis ; elle était surnommé Malon par son père qui la nomme ainsi dans sa correspondance. Elle a voulu se démarquer de son père en changeant son nom.
Le 13 août 1934, elle se marie avec l'écrivain Jean Follain. Souhaitant rester indépendante, Madeleine ne cohabite pas avec son mari et exerce divers petits emplois pour rester indépendante financièrement.
En 1937, Madeleine organise sa première exposition personnelle dans une galerie parisienne, La Fenêtre ouverte.

## Hommages
En 2021, une exposition lui est consacrée au musée d'art et d'histoire de Saint-Lô.
En 2025, une exposition lui est consacrée à la galerie Pauline Pavec à Paris. 